# Bezzia pygmaea
Bezzia pygmaea är en tvåvingeart som beskrevs av Maurice Emile Marie Goetghebuer 1920. Bezzia pygmaea ingår i släktet Bezzia och familjen svidknott. Inga underarter finns listade i Catalogue of Life.